# Tamnavulin
Tamnavulin ist eine Whiskybrennerei in Tomnavoulin, Moray, Schottland. Der Name ist gälisch und bedeutet „Mühle auf dem Berg“.

## Geschichte
Die Brennerei wurde 1966 von Invergordon wie The Glenlivet am Ufer des Livet erbaut, 1994 von Whyte & Mackay übernommen und 1995 stillgelegt. Im Mai 2000 wurde die Destillerie für etwa 6 Wochen wieder betrieben. 2007 ist Whyte & Mackay und damit unter anderem auch Tamnavulin für 595 Millionen £ von United Spirits Limited, einer Tochter der indischen The UB Group gekauft worden. Im gleichen Jahr wurde die Destillerie wieder in Betrieb genommen. Im Zuge der Finanzkrise 2008 wurde die Produktion aber deutlich reduziert und die Brennblasen wurden modernisiert. Seit 2011 läuft die Destillerie mit voller Kapazität. 2014 wurde Whyte & Mackay für 430 Millionen £ an Emperador International Ltd. verkauft.

## Produktion
Das Wasser der zur Region Speyside gehörenden Brennerei stammte aus unterirdischen Quellen. Zum Mälzen wurde eine Kastenmälzerei (Saladin box) benutzt. Die Destillerie besitzt einen Maischbottich (mash tun) (10,52 t) und acht Gärbottiche (wash backs) (zusammen 552.000 l) aus Edelstahl, drei wash stills (je 25.000 l) und drei spirit stills (je 23.200 l) die durch Dampf erhitzt wurden. Die Produktion erfolgt hauptsächlich für die Blends der Eigentümer.

## Abfüllungen
Nach dem Neustart der Brennerei umfassen die Standardabfüllungen der Brennerei zwei Single Malts: 2016 kam der Tamnavulin Double Cask auf den Markt und wurde 2019 um die Sherry Cask Edition ergänzt.
Ein Jahr später kam eine Reihe mit drei verschiedenen Rotwein-Finishs auf den Markt: Cabernet Sauvignon, Grenache und Pinot Noir. Für den travel retail wurde ein Tempranillo Cask herausgebracht.
Alle aktuellen Whiskys werden mit dem vergleichsweise geringen Alkoholgehalt von 40 vol% abgefüllt und sind ohne Altersangabe. Außerdem sind gelegentlich noch Abfüllungen der Brennerei aus der Zeit vor dem Neustart erhältlich wie auch Abfüllungen unabhängiger Abfüller.